# Betsabea al bagno (Ricci)
Betsabea al bagno è un olio su tela del pittore veneziano Sebastiano Ricci, databile intorno al 1720 e custodito al Museo di belle arti di Budapest.

## Descrizione
Il dipinto rappresenta la storia di Betsabea, moglie di Uria l'Ittita, sedotta dal re Davide. La storia è descritta in 2 Samuele 11.
Nel dipinto, Betsabea sono rappresentati gli atti finali un'abluzione rituale all'aria aperta, mentre il re Davide la osserva dal tetto del palazzo reale adiacente. Quattro ancelle assistono la donna, una le deterge le gambe, un'altra regge uno specchio e una terza è intenta a pettinarla. Alla sinistra un'ultima ancella reca un vassoio con gli unguenti accanto al dettaglio della pianta di limone, simbolo di fedeltà.

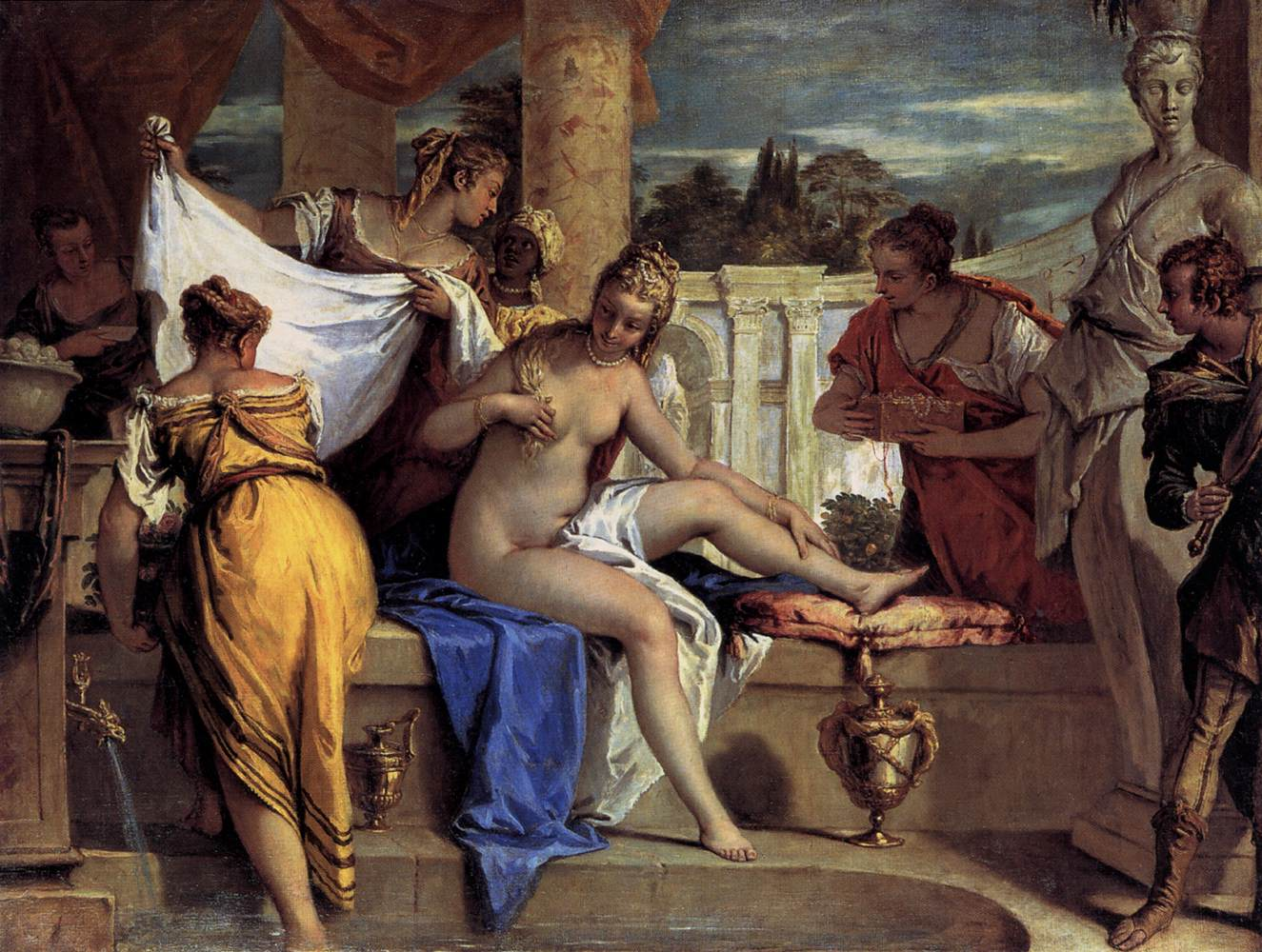
Betsabea, Sebastiano Ricci, 1725, 109 x 142 cm, Gemäldegalerie di Berlino.

Analogamente ad altri artisti, il pittore fornisce una lettura di Betsabea come di una donna vanitosa e di abitudini tali da giustificare la scelta immorale di Davide, che le invia una lettera per invitarla nei suoi alloggi a unirsi a lui per dare alla luce un erede.
Se da una parte l'impostazione compositiva e narrativa rivela un'ispirazione a Veronese, e anche qualche influsso da Giordano, i colori più chiari e l'allungamento delle figure manifestano un'adesione al gusto rococò del tempo.
Seguendo il canone stilistico riscontrabile in altre opere del Ricci, lo sfondo è composto da colonne e balconi e la scenda è pervasa da una luce uniforme con pochissimi coni d'ombra. La vanità di Betsabea è evidenziata dal modo in cui si guarda allo specchio, noncurante di avere davanti a sé il re d'Israele che indossa la corona in suo onore.
La versione più tarda (1726) realizzata da Ricci sul medesimo soggetto iconografico – più marcatamente veronesiana nella cromia tanto da essere attribuita un tempo a questi e con qualche accenno tintorettesco nelle figure, rappresenta invece il momento di inizio della vestizione. Questa volta la scena è animata da cinque indaffarate ancelle e un paggetto che accorra con uno specchio. Ed anche la figura immobile di una grande cariatide marmorea tra il paggetto e l'ancella che porge il cofanetto delle gioie sottolinea a contrasto la movimentazione. Questa volta Davide non viene inserito sostituito dall'ancella nella penombra sulla sinistra che reca la lettera del re.